# Traité numéro 1

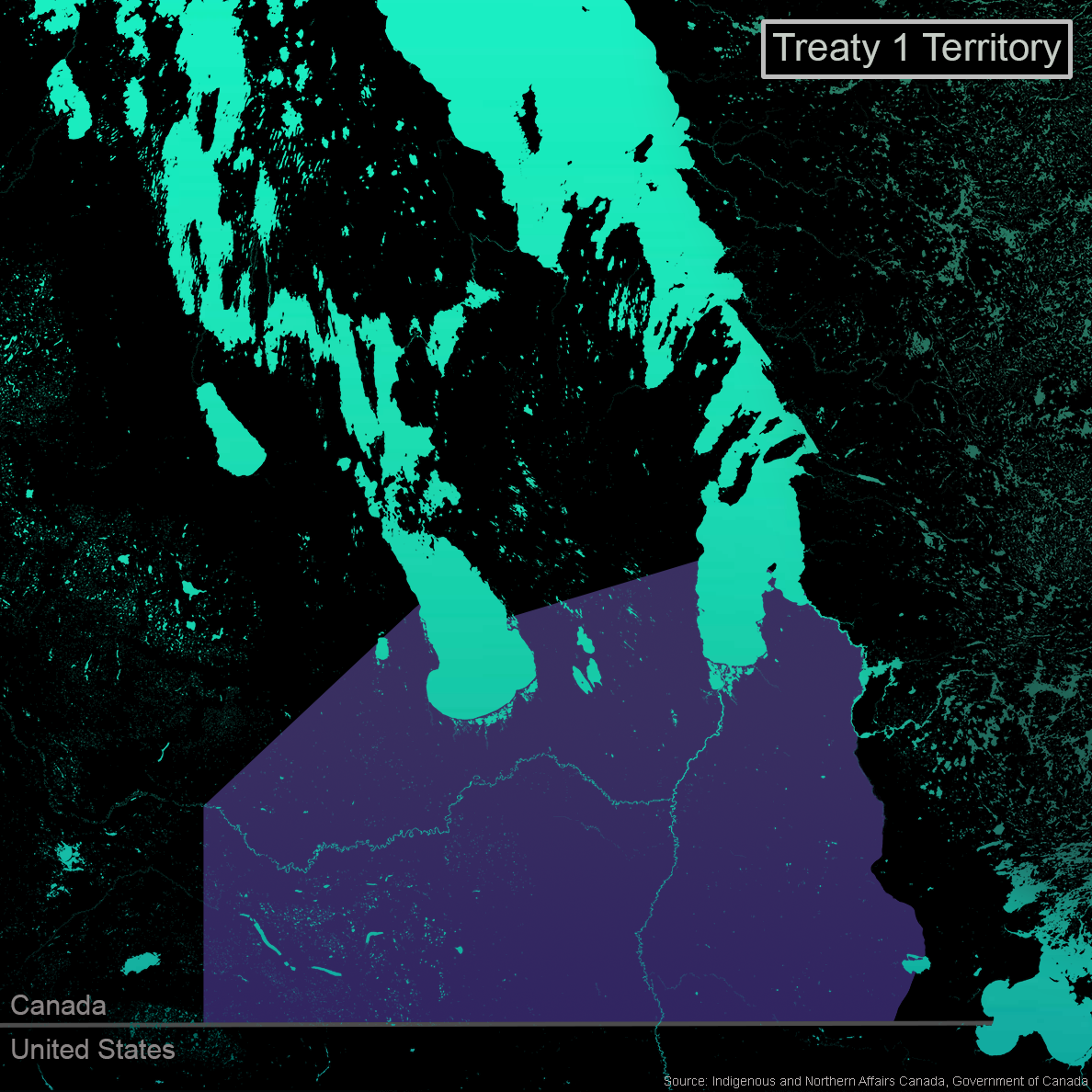
Le territoire du Traité numéro 1.

Le Traité numéro 1 (aussi connu sous le nom de « Traité de Stone Fort ») est un accord conclu le 3 août 1871 entre la Couronne impériale de Grande-Bretagne et d'Irlande et les nations anishinabe et crie des marais. Premier d’une série de traités numérotés conclus entre le gouvernement canadien et les peuples autochtones entre 1871 et 1921, cet accord a été considéré comme portant essentiellement sur la paix et l’amitié. Cependant, les huit jours de négociation du traité se sont terminés avec l'accord des groupes autochtones de « céder, libérer, céder et céder à jamais à Sa Majesté la Reine et à ses successeurs toutes les terres » du sud du Manitoba à la Couronne, en échange d'une rente annuelle et des biens matériels, tels que vêtements et fournitures agricoles.
Cependant, moins d'un an après l'accord, les communautés autochtones informent le gouvernement canadien qu'un certain nombre des éléments promis, qui deviendront connus sous le nom de « promesses extérieures », dans le traité ne leur avaient pas encore été remis, même si les sujets de la Couronne avaient poursuivi la colonisation des terres sur la base du traité. Le 30 avril 1875, un conseil du gouvernement fédéral adopte une ordonnance stipulant qu'il fallait s'assurer que toutes les promesses extérieures seraient tenues et considérées comme faisant partie des principaux accords du Traité numéro 1. Cependant, les divergences d'intention et de compréhension entre responsables canadiens et autochtones au moment de la création du traité continuent de faire de celui-ci un instrument controversé jusqu'au XXIe siècle.

## Histoire
Également connu sous le nom de Traité de Stone Fort, le Traité 1 est le premier traité signé depuis la formation en 1867 de la Confédération canadienne et un an après l'inclusion de la province du Manitoba dans ce nouvel État fédéral.

### Objectifs
Derrière le traité se cache un objectif commun de sauvegarder les terres et les ressources naturelles de la région. Les nations anishinabe et crie des marais cherchent à conserver avant tout leurs terres traditionnelles tout en assurant une transition harmonieuse avec une nouvelle cohabitation avec les colons européens.
Dans son processus d'annexion de l'Ouest, le gouvernement canadien cherche à assimiler les peuples autochtones dans leur mouvement visant à coloniser les zones commerciales antérieures. Par le biais du Traité numéro 1, ainsi que des dix autres qui suivirent, les responsables canadiens visent une forme d'annexion des terres plus diplomatique et provoquant moins de résistance que ce qui s'est passé aux États-Unis, où de nombreux conflits violents avaient éclaté entre responsables américains et peuples autochtones.
Aussi, pour Adams G. Archibald, le nouveau lieutenant-gouverneur du Manitoba, l'établissement d'un traité permettrait de garantir au gouvernement des terres autour du lac Winnipeg et du côté ouest de la vallée de la rivière Rouge afin de développer l'agriculture et l'extraction de ressources. Pour des responsables comme Archibald, l’annexion de l’Ouest canadien s’articule davantage autour du développement de l’agriculture et des colonies plutôt que de l’établissement du commerce, qui avait défini le paysage économique de la région au cours du siècle dernier.

### Négociations

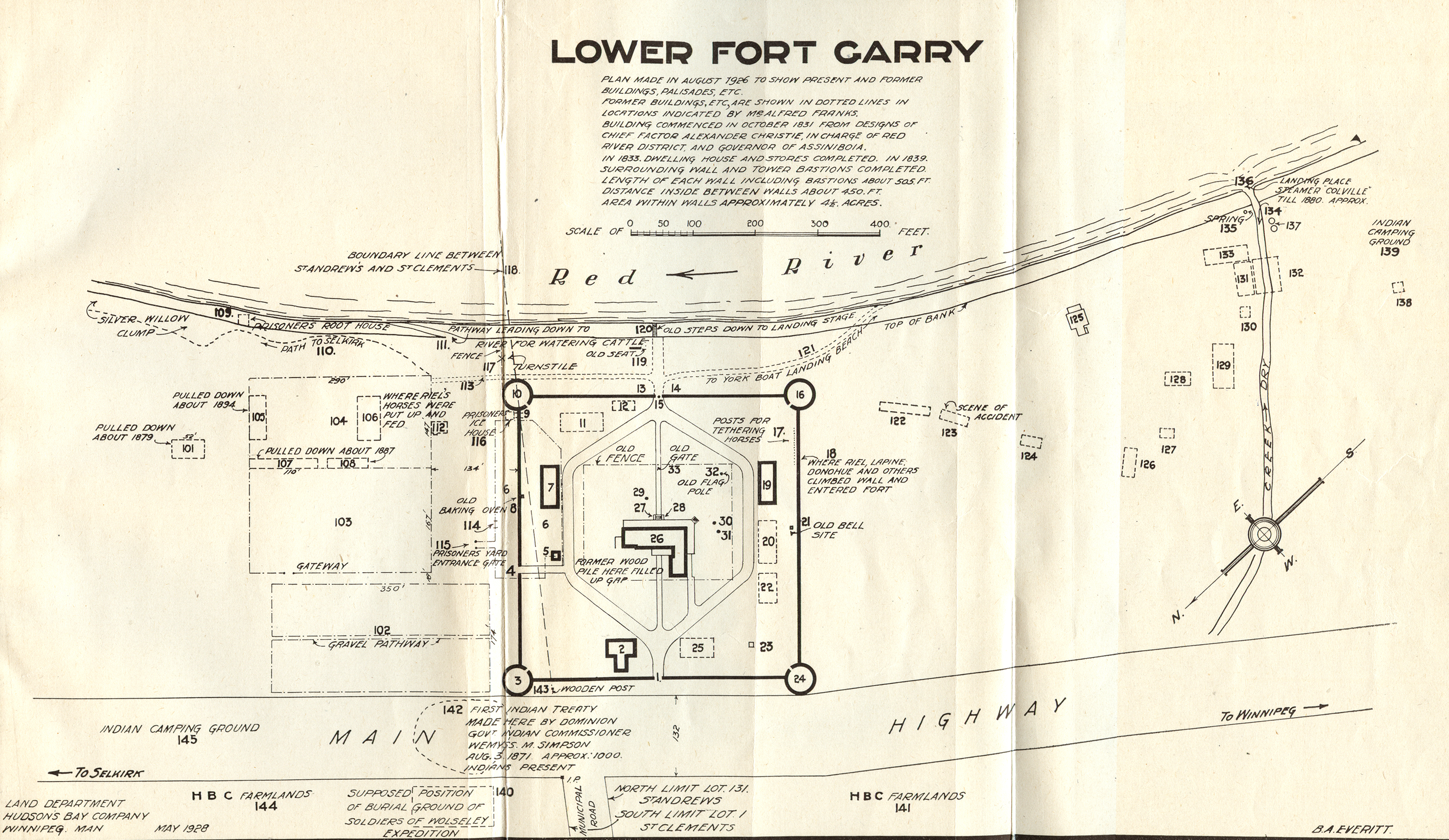
Un plan de Lower Fort Garry.

Les négociations du Traité 1 se sont étalées sur une période de huit jours, du 27 juillet au 3 août 1871. Dirigé par le gouverneur Archibald et son commissaire Wemyss Simpson, le gouvernement canadien invite les communautés autochtones à Lower Fort Garry afin d'assister aux négociations pour la conclusion d'un traité. Environ un millier d'autochtones répondent à l'appel du gouvernement.
Dans ses commentaires d'ouverture qui causeront plus tard une confusion durable, Archibald fait référence à la reine Victoria comme à la « Grande Mère [qui] voulait traiter équitablement » les peuples autochtones, répondant à leurs besoins et espérant qu'ils adopteraient des pratiques agricoles. Le gouverneur expose ensuite ses conditions de négociation et celles du gouvernement canadien, y compris l'introduction de réserves. Les modes de vie autochtones seraient préservés car la pratique de l'agriculture et la vie en réserve demeureraient des choix propres à chacun. L'utilisation de leurs terres traditionnelles pour la chasse, la pêche et d'autres moyens de subsistance pourrait également se poursuivre.
Après avoir écouté Archibald, les dirigeants autochtones reviennent quelques jours plus tard avec leur liste de revendications pour le traité, notamment la garantie de vastes superficies de terres pour chaque individu ou famille.
Archibald et les autres représentants canadiens considèrent cette demande trop élevée et négocient les droits fonciers jusqu'à environ « 160 acres (65 hectares) de terre pour une famille de cinq personnes » ; ce qui était similaire aux droits fonciers énoncés dans la Loi des terres fédérales pour les colons britanniques. Après de nombreux débats, les deux parties parviennent à un accord et signent le traité le 3 août.

### Articles et mémorandum du traité
Les derniers articles du Traité numéro 1 sont décrits comme suit : les peuples autochtones doivent céder une grande partie des terres du sud-est et du centre-sud du Manitoba actuel au gouverneur Archibald et à la Couronne. Ces terres doivent inclure les zones autour du lac Manitoba et de Winnipeg ainsi qu'autour de la vallée de la rivière Rouge.
En échange, le gouvernement canadien doit, selon les termes de l'entente, fournir à chaque bande une réserve suffisamment grande pour accueillir chaque famille de cinq personnes avec 65 hectares de terre (ou une superficie plus ou moins grande en fonction de la taille de la famille). De plus, chaque membre de ces bandes doit recevoir une gratification de trois dollars selon une somme annuelle de quinze dollars basée sur une famille de cinq personnes, le tout pouvant être versé en espèces ou en articles tels que des vêtements, des couvertures ou des fournitures de chasse, selon les volontés de la famille. Le gouvernement est également loisible d'ériger et entretenir une école dans chaque réserve. Il interdirait en outre l'introduction et la vente d'alcool dans les réserves.

### Les «promesses extérieures»
Moins d'un an après la signature du traité, des Cris des marais et des Anishinabés affirment que certaines des conditions du traité ne sont pas respectées, tels des éléments promis aux autochtones qui n'avaient pas été inscrits au traité, nommés les « promesses extérieures ». Ces articles consistaient notamment en des vêtements distincts pour les chefs et leurs conseillers, des fournitures agricoles et du bétail.
Après la nomination d'un nouveau commissaire responsable des peuples autochtones de la région et la soumission de la question des « promesses extérieures » aux tribunaux, le gouvernement fédéral ne résout ce différend que sept ans plus tard, le 30 avril 1875. Le conseil adopte alors une ordonnance stipulant que les éléments promis oralement aux bandes devait être considéré comme partie intégrante du Traité numéro 1 et était opposable au gouvernement.

### Importance du traité
La signature du Traité numéro 1 marque le début d'une longue liste de traités qui allaient être conclus au cours des deux décennies suivantes, témoignant de l'intérêt croissant du gouvernement canadien pour l'Ouest du pays comme étant plus qu'un simple pôle commercial, mais comme un endroit propice au développement de l'agriculture et à la colonisation. La signature de traités constituait également un moyen pacifique d'annexer des terres. Pour le gouverneur Adams Archibald, le traité lui permettrait de développer des entreprises telles que des moulins et des fermes sur les terres fertiles autour des lacs Winnipeg et Manitoba et dans la vallée de la rivière Rouge.
Pour les Anishnabés et les Cris des marais, le Traité numéro 1 avait une signification bien plus grande. Ils pensaient que c'était un moyen pour eux de survivre et de s'adapter à un nouveau mode de vie face aux changements drastiques qui commençaient à prendre forme sur leur terre. La signature du traité devait garantir leur sécurité à l'arrivée de plusieurs grands groupes de colons et contribuer à accroître le grave déclin des populations de buffles, qui menaçaient leur mode de vie. Au final, la signature devait être synonyme d'un pacte avec « Grande Reine Mère Blanche » qui garantirait la sécurité et les avantages pour leur peuple.

## Controverses
Le Traité numéro 1 a fait l'objet de controverses en raison des différentes interprétations qui lui ont été données.

### Divergences de perception
Pour les Anishnabés et les Cris des marais, le Traité numéro 1 avait une signification bien plus grande. Ils pensaient que c'était un moyen pour eux de survivre et de s'adapter à un nouveau mode de vie face aux changements drastiques qui commençaient à prendre forme sur leur terre. La signature du traité devait garantir leur sécurité à l'arrivée de plusieurs grands groupes de colons et contribuer à accroître le grave déclin des populations de buffles, qui menaçaient leur mode de vie. Au final, la signature devait être synonyme d'un pacte avec « Grande Reine Mère Blanche » qui garantirait la sécurité et les avantages pour leur peuple.

### Achoppement au niveau du droit de propriété
Lors des négociations, le gouvernement met de l'avant deux concepts de common law en matière de propriété foncière : la cession des terres par les Anishinabés au gouvernement et la mise de côté de terres ou de réserves pour les peuples autochtones. Les Anishinabés apprécient ces propositions à travers leurs systèmes d'inaakonigewin (loi), dans lesquels ils estiment que la terre n'est pas la possession exclusive d'une ou de personnes, mais partagée, comme d'autres conditions fondamentales de la vie, notamment un air et une eau non pollués.
Des éléments de preuve issus de l'époque des négociations permettent de constater que les Anishinabés percevaient le traité comme un accord de non-ingérence, d'égalité entre eux et les colons et de partage des terres pour l'agriculture et la pratique d'activités traditionnelles. Ils ne percevaient pas le traité comme une démonstration de céder leur titre foncier au bénéfice exclusif des colons sans qu'il puisse y avoir un partage de la terre et de ses ressources.
L'ambiguïté autour de ces accords fonciers réside dans l'interprétation différente faite du concept de propriété par les autochtones et les allochtones ; ces derniers la percevant comme aliénable et exclusive. Par conséquent, la cession de terres par les Anishinabés constitue, dans le cadre d’une common law commercialement biaisée, une cession totale de celles-ci, excluant les peuples autochtones de son utilisation, de sa jouissance et de sa gestion.
Le Traité numéro 1 a fait l'objet de controverses en raison des différentes interprétations qui lui ont été données.
Le traité est perçu différent par le gouvernement canadien et par les Anishinabés. Le premier le considérait comme un simple contrat dans lequel les peuples anishinabés leur cèdent des terres en échange d'une compensation, mais également comme la marque de la « finalisation » des négociations et des relations avec les peuples autochtones de cette région. Pour les Anishinabés, cependant, le traité a une signification bien plus grande, car ils le considèrent comme une « alliance sanctionnée par le Créateur » qui garantirait la continuité de leurs moyens de subsistance et qui marquait le début d'une relation continue avec le gouvernement dans laquelle les deux groupes s'offriraient des avantages et maintiendraient la coexistence l'un avec l'autre.

## Premières Nations signataires
- Nation ojibwée Brokenhead (en)
- Première Nation Sagkeeng
- Première Nation Long Plain (en)
- Première Nation Peguis
- Première Nation anishinabe de Roseau River (en)
- Première Nation de Sandy Bay (en)
- Première Nation de Swan Lake (en)